# 埃倫巴赫河 (拜爾巴赫巴赫河支流)
48°45′58″N 12°18′01″E / 48.76603°N 12.30032°E

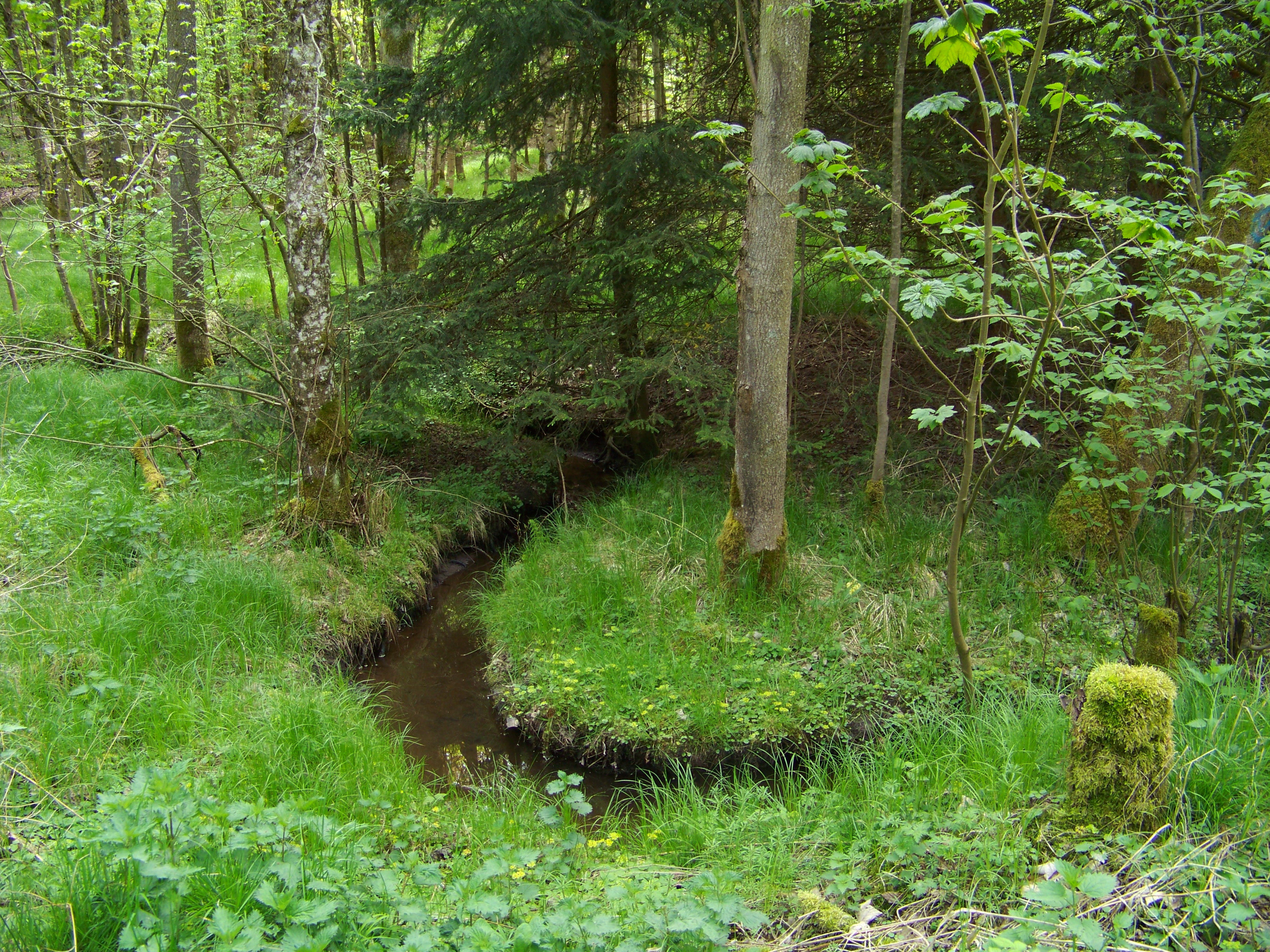

埃倫巴赫河是德國的河流，位於該國東南部，由巴伐利亞負責管轄，屬於拜爾巴赫巴赫河的右支流，河道全長3.3公里，流域面積4.1平方公里。